# Trofeul Carpați (handbal feminin) - Ediția a 13-a
Competiția din 1972 reprezintă a treisprezecea ediție a Trofeului Carpați la handbal feminin pentru senioare, turneu amical organizat anual de Federația Română de Handbal începând din 1959. Ediția din 1972, la care au luat parte șase echipe, a fost găzduită de orașul Iași. Câștigătoarea turneului din 1972 a fost selecționata României.
Competiția s-a desfășurat în două serii, cu semifinale și finală.

## Echipe participante

### România
România a fost reprezentată de două selecționate naționale.

### Republica Democrată Germană
Republica Democrată Germană a fost reprezentată de selecționata națională.

### Iugoslavia
Iugoslavia a fost reprezentată de selecționata națională.

### Ungaria
Ungaria a fost reprezentată de selecționata națională.

### Uniunea Sovietică
Uniunea Sovietică a fost reprezentată de selecționata națională.

## Clasament și statistici
Ediția a treisprezecea a Trofeului Carpați la handbal feminin a fost câștigată de selecționata României.

### Clasamentul final
|   | România           |
|   | Iugoslavia        |
|   | URSS              |
| 4 | Ungaria           |
| 5 | RDG               |
| 6 | România - tineret |